# WTA-toernooi van Contrexéville

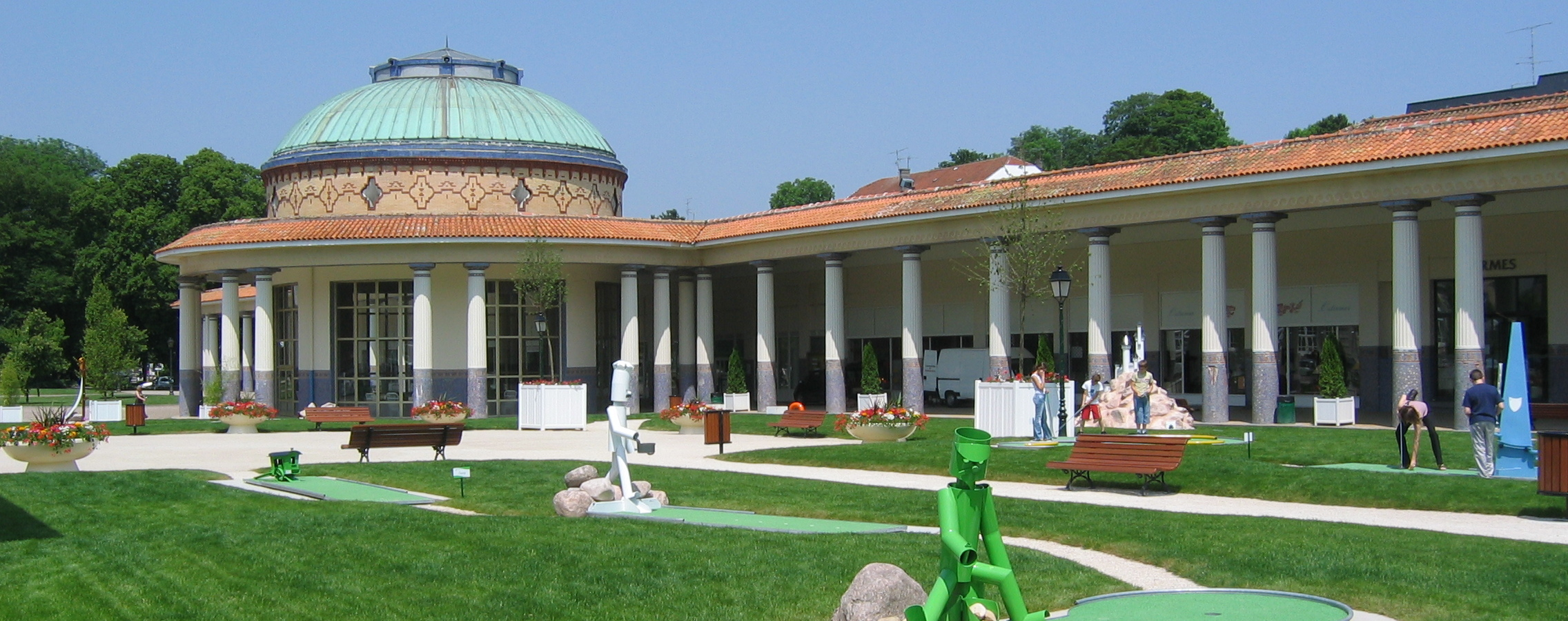
Galerij in Contrexéville

Het WTA-toernooi van Contrexéville is een jaarlijks terugkerend tennistoernooi voor vrouwen dat wordt georganiseerd in het stadje Contrexéville in de Franse regio Grand Est. De officiële naam van het toernooi is Grand Est Open 88.
De WTA organiseert het toernooi, dat in de categorie "WTA 125" valt en wordt gespeeld op gravelbanen.
In de jaren 2007 tot en met 2021 werd op deze locatie een ITF-toernooi gehouden. Het prijzengeld was $ 50.000 tot en met 2013; vanaf 2014 was dat $ 100.000. De eerste editie van het WTA-toernooi ontrolde zich in 2022, met een prijzenpot van $ 115.000. Deze eerste editie werd gewonnen door de Italiaanse Sara Errani.

## Finales

### Enkelspel
| Datum      | Naam              | Cat.    | ($)     | Ondergrond     | Winnares        | Verliezend finaliste        | Uitslag       |         |
| ---------- | ----------------- | ------- | ------- | -------------- | --------------- | --------------------------- | ------------- | ------- |
| 2022-07-04 | Grand Est Open 88 | WTA 125 | 115.000 | gravel, buiten | Sara Errani     | Dalma Gálfi                 | 6-4, 1-6, 7-6 | details |
| 2023-07-10 | Grand Est Open 88 | WTA 125 | 115.000 | gravel, buiten | Arantxa Rus     | Anastasija Pavljoetsjenkova | 6-3, 6-3      | details |
| 2024-07-08 | Grand Est Open 88 | WTA 125 | 115.000 | gravel, buiten | Lucia Bronzetti | Mayar Sherif                | 6-4, 6-7, 7-5 | details |

### Dubbelspel
| Datum      | Naam              | Cat.    | ($)     | Ondergrond     | Winnaressen                            | Verliezend finalistes         | Uitslag          |         |
| ---------- | ----------------- | ------- | ------- | -------------- | -------------------------------------- | ----------------------------- | ---------------- | ------- |
| 2022-07-04 | Grand Est Open 88 | WTA 125 | 115.000 | gravel, buiten | Ulrikke Eikeri Tereza Mihalíková       | Han Xinyun Aleksandra Panova  | 7-6, 6-2         | details |
| 2023-07-10 | Grand Est Open 88 | WTA 125 | 115.000 | gravel, buiten | Cristina Bucșa Aljona Fomina-Klotz     | Amina Ansjba Anastasia Dețiuc | 4-6, 6-3, [10-7] | details |
| 2024-07-08 | Grand Est Open 88 | WTA 125 | 115.000 | gravel, buiten | Oksana Kalasjnikova Iryna Sjymanovitsj | Wu Fang-hsien Zhang Shuai     | 5-7, 6-3, [10-7] | details |